# ミカ・カリオ
ミカ・カリオ (Mika Kallio、1982年11月8日 - )は、フィンランド・ヴァルケアコスキ出身のオートバイレーサー。ロードレース世界選手権125ccクラスで2回シリーズ2位を記録し、250ccクラスではKTMのワークスチームに所属。2009年にはドゥカティのサテライトチームであるプラマック・レーシングから最高峰MotoGPクラスにデビューした。

## 経歴

### フィンランド国内／北欧でのレース活動
1997年にレース活動を開始し、1999年と2000年にはフィンランドロードレース選手権でチャンピオンを獲得した。2000年にはスカンジナビア選手権でもチャンピオンになった。(1999年の同選手権はシリーズ2位。)
ロードレースで勝利を重ねる傍ら、カリオはアイスレースでも成功を収めている。フィンランドモーターサイクルアイスレース選手権の125ccクラスで2000年、2004年、2005年の3度チャンピオンを獲得。同選手権の500ccクラスでも2004年、2006年の2度のチャンピオンを獲得している。

### ロードレース世界選手権

#### 125ccクラス (2001-2006)
2002年にフル参戦デビューを果たし、その年のルーキー・オブ・ザ・イヤーに輝いた。翌2003年の第14戦マレーシアGPでは2位に入り、初表彰台を獲得した。初PP・初優勝は2005年の第2戦ポルトガルGPで遂げた。
2005年、カリオは僅か5ポイント差でトーマス・ルティに敗れ、チャンピオン獲得を逃した。彼はそのちょうど5ポイント分を、シーズン残り3戦となった第14戦カタールGPにおいて失っている。カリオはポールポジションからスタートしレースをリードし続け、2位にはKTMのチームメイトのガボール・タルマクシがつけていた。タルマクシにはすでにチャンピオンの可能性は無くなっていたため、順位キープのチームオーダーが出されていた。ところがファイナルラップの最後のストレート、オーダーを信じているカリオはペースを落としアクセル全開ではなかったが、フィニッシュラインまであと数メートルのところでタルマクシはスリップストリームから抜け出してカリオをパスし、0.017秒差で勝ってしまった。
レース後、タルマクシはファイナルラップとは気付いていなかったと弁明した。しかし彼はフィニッシュライン通過直後に自身の勝利を喜んでおり、説明と矛盾する。またチームは "one lap to go" のピットボードをファイナルラップ前に掲示している。ゴールの瞬間KTMのチームクルーは大喜びしたが、何が起こったのか気付いた瞬間それは大きな驚きへと変わった。タルマクシはシーズン残りの3戦に参戦したが、最終戦のバレンシアGP終了後直ちにチームを解雇された。もしタルマクシがチームオーダーに従っていれば、カリオとKTMはチャンピオンを獲得していただろう。(ポイントではルティと並ぶが、勝利数は5対4でカリオの方が多くなるため。)
翌2006年、カリオは再び125ccのタイトルに挑む。これまでで自己最高となる、3位を65ポイントも離す262ポイントを獲得したが、スペインのアルバロ・バウティスタに競り負けて2年連続のランキング2位に終わった。カリオは本シーズンに3勝、4回のポールポジション、11回の表彰台という成績を収めた。
この年の終わりに、カリオは「2006年 ベスト・フィンランド人ドライバー賞」を受賞した。エンデューロチャンピオンのサミュリ・アロ、ラリードライバーのマーカス・グロンホルム、F1ドライバーのキミ・ライコネンらを抑え、全投票のうち33.1%を獲得した結果の受賞だった。

#### 250ccクラス (2007-2008)
125ccクラスで5シーズンを経験した後、2007年にカリオは250ccクラスにステップアップし、レッドブル・KTMチームで日本の青山博一のチームメイトとなった。翌2008年もチームに残留する。第8戦イギリスGPで14番グリッドから優勝を果たし、ポイントランキングのトップに躍り出たが、その後はライバルのピアジオ勢(アプリリア、ジレラ)のマシンの速さについて行けず、マルコ・シモンチェリ、アルバロ・バウティスタの2人に抜かれてランキング3位に終わった。

#### MotoGPクラス (2009-2010)

##### 2009

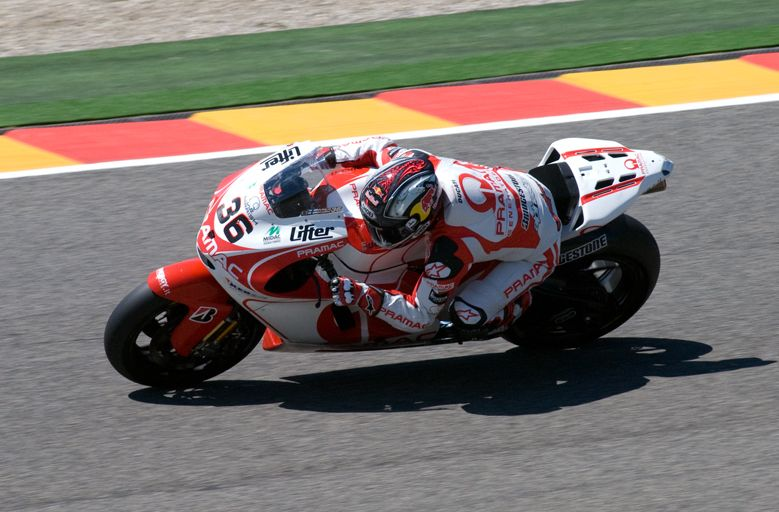
2009年 イタリアGPにて

2008年10月19日、カリオは翌2009年シーズンはニッコロ・カネパのチームメイトとしてプラマック・レーシングで最新型ワークスマシンのドゥカティ・デスモセディチGP9を駆ってMotoGPクラスに参戦することが発表された。第7戦ダッチTTでクラッシュを喫し、左手の薬指の先端部分を失う重傷を負ってしまい、次戦アメリカGP(ラグナ・セカ)を欠場することになった。その後8月10日にケーシー・ストーナーが体調不良のために3戦欠場することが発表され、カリオは一時的にその代役としてワークスのドゥカティ・マルボロチームで走ることになった。
この年の最高順位はドゥカティ・マルボロから出場した第13戦サンマリノGPでの7位、シリーズランキングでは15位となりルーキー・オブ・ザ・イヤーを獲得することができた。

##### 2010
2009年9月30日にはプラマック・レーシングと1年間の契約更改をおこなったことが発表され、2010年はアレックス・エスパルガロをチームメイトにMotoGPクラス2年目のシーズンを戦うことになった。しかしこのシーズンは苦難が続き、チームメイトの後塵を拝するのが常となってしまい、1ケタ順位フィニッシュはわずか2回に留まった。
2010年10月17日、カリオはシーズン終盤の2戦に出場せず、そのままチームを去ることが発表された。第3戦フランスGPで負った肩の怪我の痛みがひどくなったため、その治療に専念することが理由とされた。

#### Moto2クラス (2011〜2015)
2011年シーズン、MotoGPクラスでのシートを失ったカリオは、Moto2クラスから出直しをはかることとなり、マークVDSレーシングでスコット・レディングのチームメイトを務めることとなった。。このシーズンはMotoGPからの降格ではあったものの、扱いとしてはルーキーシーズンとなった。スッターのマシンを駆ったこのシーズンは序盤こそ苦戦が続いたが、終盤に入るとポイント圏内への進出が増え、最終戦バレンシアGPでは難しいコンディションのレースの中でキャリアを活かした実力を発揮し、2位表彰台を獲得した。このシーズンは合計8度の入賞となり、ランキングとしては16位に留まった。
2012年シーズンもレディングとともに同チームに残留し、Moto2クラスに参戦。チームはマシンをスッターから昨年のチャンピオンマシンであるカレックスへと変更することとなった。この変更は功を奏し、カリオ、レディングと共に開幕戦から安定して上位陣に接近するようになる。カリオは第8戦ドイツGPでアレックス・デ・アンジェリスとのバトルを制しクラス2度目となる2位表彰台を獲得し、ランキングでも6位に進出した。
2013年シーズンも引き続き同チーム体制で、レディングとともにMoto2クラスに参戦。表彰台4回、ポールポジション1回、優勝1回を獲得し、ランキング4位に進出した。
2014年シーズンは開幕戦カタールGPで2位表彰台を獲得すると、第4戦スペインGPではポールトゥウィンを果たしさらに第5戦フランスGPでも優勝し2連勝を果たす。その後も第8戦オランダGPから6連続表彰台を獲得し、ランキング2位に進出した。
2015年シーズンはイタルトランスレーシングへ移籍。シーズンを通して苦戦を強いられ、シーズン途中にQWWFレーシングへと移籍。この年は一度も表彰台を獲得することはなく、ランキング15位に留まる。

#### Motogpクラス復帰 (2016〜)
2016年シーズンからはmotogpクラスに参戦するKTMのテストライダーを務める。最終戦バレンシアGPにレッドブルKTMファクトリーレーシングよりスポット参戦した。
2017年シーズンもKTMのテストライダーを務めた。レギュラーライダーの代役参戦などで4戦にスポット参戦し、ランキング24位。
2018年シーズンもKTMのテストライダーを務める。2戦にスポット参戦しランキング25位。
2019年シーズンもKTMのテストライダーを務め、レギュラーライダーのヨハン・ザルコのチーム離脱により第14戦アラゴンGPより6戦に代役参戦した。ランキング26位に進出した。

## 主なレース戦績

### ロードレース
フィンランド国内選手権 125ccクラス:-
- 1997年: ランキング2位
- 1998年: ランキング3位
- 1999年: チャンピオン
- 2000年: チャンピオン

スカンジナビア選手権 125ccクラス:-
- 1999年: ランキング2位
- 2000年: チャンピオン

ヨーロッパ選手権 125ccクラス:-
- 2001年: ランキング5位

### アイスレース
フィンランド国内選手権 125ccクラス:-
- 1997年: ランキング2位
- 1998年: ランキング3位
- 2000年: チャンピオン
- 2004年: チャンピオン
- 2005年: チャンピオン

フィンランド国内選手権 500ccクラス:-
- 2004年: チャンピオン
- 2006年: チャンピオン

### ロードレース世界選手権
- 凡例
- ボールド体のレースはポールポジション、イタリック体のレースはファステストラップを記録。

| シーズン | クラス | バイク     | 1       | 2       | 3       | 4       | 5       | 6       | 7       | 8       | 9       | 10      | 11      | 12      | 13      | 14      | 15      | 16      | 17      | 18     | 19     | 順位 | ポイント |
| -------- | ------ | ---------- | ------- | ------- | ------- | ------- | ------- | ------- | ------- | ------- | ------- | ------- | ------- | ------- | ------- | ------- | ------- | ------- | ------- | ------ | ------ | ---- | -------- |
| 2001年   | 125cc  | ホンダ     | JPN     | RSA     | SPA     | FRA     | ITA     | CAT     | NED     | GBR     | GER Ret | CZE     | POR     | VAL Ret | PAC     | AUS     | MAL     | BRA     |         |        | NC     | 0    |          |
| 2002年   | 125cc  | ホンダ     | JPN Ret | RSA 12  | SPA 5   | FRA 8   | ITA Ret | CAT 9   | NED Ret | GBR Ret | GER 9   | CZE 10  | POR 8   | BRA 8   | PAC 6   | MAL 7   | AUS Ret | VAL 16  |         |        | 11位   | 78   |          |
| 2003年   | 125cc  | ホンダ     | JPN 11  | RSA 7   | SPA 16  | FRA Ret | ITA 13  | CAT 7   | NED 11  | GBR 7   | GER 10  |         |         |         |         |         |         |         |         |        | 11位   | 88   |          |
| 2003年   | 125cc  | KTM        |         |         |         |         |         |         |         |         |         | CZE 4   | POR Ret | BRA 19  | PAC 7   | MAL 2   | AUS Ret | VAL Ret |         |        | 11位   | 88   |          |
| 2004年   | 125cc  | KTM        | RSA 12  | SPA Ret | FRA 6   | ITA Ret | CAT 9   | NED Ret | BRA 8   | GER 5   | GBR 4   | CZE Ret | POR 2   | JPN Ret | QAT 4   | MAL Ret | AUS Ret | VAL Ret |         |        | 10位   | 86   |          |
| 2005年   | 125cc  | KTM        | SPA 2   | POR 1   | CHN 11  | FRA 3   | ITA Ret | CAT 3   | NED Ret | GBR 7   | GER 1   | CZE 2   | JPN 1   | MAL 2   | QAT 2   | AUS 5   | TUR Ret | VAL 1   |         |        | 2位    | 237  |          |
| 2006年   | 125cc  | KTM        | SPA 4   | QAT 2   | TUR 6   | CHN 1   | FRA 2   | ITA 6   | CAT Ret | NED 1   | GBR 2   | GER 8   | CZE 2   | MAL 2   | AUS 2   | JPN 1   | POR 3   | VAL 2   |         |        | 2位    | 262  |          |
| 2007年   | 250cc  | KTM        | QAT Ret | SPA Ret | TUR 6   | CHN 5   | FRA 7   | ITA Ret | CAT 6   | GBR 6   | NED 8   | GER 2   | CZE 3   | RSM Ret | POR Ret | JPN 1   | AUS Ret | MAL 4   | VAL 1   |        | 7位    | 157  |          |
| 2008年   | 250cc  | KTM        | QAT 3   | SPA 1   | POR 3   | CHN 1   | FRA 5   | ITA 4   | CAT Ret | GBR 1   | NED 7   | GER 4   | CZE 5   | RSM Ret | IND C   | JPN 4   | AUS 3   | MAL Ret | VAL 11  |        |        | 3位  | 196      |
| 2009年   | MotoGP | ドゥカティ | QAT 8   | JPN 8   | SPA Ret | FRA Ret | ITA 13  | CAT 9   | NED Ret | USA     | GER 14  | GBR 10  | CZE Ret | IND 8   | SMR 7   | POR Ret | AUS 9   | MAL 10  | VAL 9   |        |        | 15位 | 71       |
| 2010年   | MotoGP | ドゥカティ | QAT Ret | SPA 7   | FRA 13  | ITA Ret | GBR 13  | NED 11  | CAT 12  | GER Ret | USA 9   | CZE Ret | IND Ret | SMR Ret | ARA 14  | JPN 15  | MAL 12  | AUS 11  | POR     | VAL    |        | 17位 | 43       |
| 2019年   | MotoGP | KTM        | QAT     | ARG     | AME     | SPA     | FRA     | ITA     | CAT     | NED     | GER     | CZE     | AUT     | GBR     | RSM     | ARA 17  | THA Ret | JPN 14  | AUS Ret | MAL 15 | VAL 12 | 26位 | 7        |
| 2020年   | MotoGP | KTM        | SPA     | ANC     | CZE     | AUT     | STY     | RSM     | EMI     | CAT     | FRA     | ARA     | TER     | EUR     | VAL     | POR 17  |         |         |         |        |        | NC   | 0        |